# La Candelaria, Santiago Zacatepec
La Candelaria är en ort i Mexiko.   Den ligger i kommunen Santiago Zacatepec och delstaten Oaxaca, i den sydöstra delen av landet, 400 km sydost om huvudstaden Mexico City. La Candelaria ligger 927 meter över havet och antalet invånare är 1 641.
Terrängen runt La Candelaria är bergig västerut, men österut är den kuperad. Runt La Candelaria är det glesbefolkat, med 20 invånare per kvadratkilometer. La Candelaria är det största samhället i trakten. I omgivningarna runt La Candelaria växer i huvudsak städsegrön lövskog.